# Wkrzański Strumień
Wkrzański Strumień (niem. Hägebach) – strumień wypływający z zachodnich stoków Wzgórz Warszewskich, na zachód od opuszczonej osady Goślice. Płynie na zachód urozmaiconą i zalesioną doliną. Niebieski pieszy szlak turystyczny "Szlak Pokoju" prowadzi przez Wkrzański Strumień mostkiem W. Meyera. W Pilchowie Wkrzański Strumień wpada do Wieleckiego Potoku.